# 胡善餘
胡善餘（1909年—1993年12月13日），廣東開平人，油畫家，美術教育家。1929年考入杭州國立藝專，師從林風眠、蔡威廉。1934年畢業於巴黎國立高等美術學院，師從法國著名畫家西蒙（法語：Simon Vouet）。歷任杭州國立藝專、中央美院華東分院、浙江美術學院教授。

## 生平
1929年考入杭州國立藝專，師從林風眠、蔡威廉。1934年畢業於巴黎國立高等美術學院，師從法國著名畫家西蒙（法語：Lucien Simon）。作品《自畫像》、《靜物》曾入選法國巴黎春季沙龍，1935年以優異成績畢業。回國後胡善餘曾在廣州市立美專、國立重慶師範任教。1943年，胡善餘回到母校國立藝專油畫系執教。1945年抗戰勝利後，胡善餘隨國立藝專遷回杭州，勤懇致力於教學，歷時半個多世紀。 
1945年6月1日，第一屆獨立美展在戰時陪都重慶舉辦，胡善餘、方幹民、丁衍鏞、朱德群、汪日章、許太谷、李可染、倪貽德、林風眠、翁元春、李仲生、趙無極參展，八大山人、吳昌碩、齊白石也作為附展部分一併參展。
1993年12月13日，胡善餘在杭州病逝，享年84歲。
胡善餘的作品由中國美術館、上海美術館、南京美術館、浙江自然博物館、雲南美術館等收藏， 是中國美術館收藏作品最多的畫家之一（前後收藏油畫十八幅）。 

## 作品
胡善馀的油画《自画像》与《静物》入选法国1934年的春季沙龙。
1980年上海人民出版社出版《胡善餘油畫選》，並在杭州舉辦《胡善餘教授教學四十年作品展覽》。
1981年，油畫《靜物》參加浙江省美術展覽獲榮譽獎。
1992年9月，浙江省美術協會、上海市美術協會、中國美術學院和上海美術館，為表揚胡善餘一生的成就，共同舉辦了《胡善餘先生從藝六十年作品回顧展》，並舉辦了一場《胡善餘油畫藝術研討會》，獲得了極高的評價。
1994年，香港東方藝術基金會在香港舉辦了《林達川、胡善餘油畫展》。
1995年，中國美術學院出版社出版了《胡善餘油畫集》。
2020年12月5日，胡善餘的《穿綠毛衣的少女》（1944）在中國嘉德2020秋季拍賣會以1,012萬人民幣拍出。

## 學生
- 蘇天賜
- 肖峰（原中國美術學院院长）